# Higashikagawa (Kagawa)
Higashikagawa (東かがわ市 Higashikagawa-shi?) es una ciudad localizada en la prefectura de Kagawa, Japón. En octubre de 2019 tenía una población estimada de 28.845 habitantes y una densidad de población de 189 personas por km². Su área total es de 152,83 km².

## Geografía

### Localidades circundantes
- Prefectura de Kagawa
  - Sanuki
- Prefectura de Tokushima
  - Awa
  - Itano
  - Kamiita
  - Naruto

## Demografía
Según los datos del censo japonés, esta es la población de Higashikagawa en los últimos años.
| 1995   | 2000   | 2005   | 2010   | 2015   |
| ------ | ------ | ------ | ------ | ------ |
| 39.226 | 37.760 | 35.929 | 33.625 | 31.031 |